# Magyar Futballbírák Testülete
Magyar Futballbírák Testülete

## Alakulása
Langfelder Ferenc 1906-ban felvetette /a kari szuverenitás eszméjéért küzdött/ a bírótestület megalakításának gondolatát, de csak a bíróbizottság határkörét szélesítette ki a Magyar Labdarúgó-szövetség elnöksége.
1910-ben a Sporthírlap szorgalmazta az önálló bírótestület megalakítását, Oprée Rezső, Herczog Ede, ifj. Földessy János, Speidl Zoltán és Vida Henrik kidolgozta a testület alapszabály tervezetét és a kötendő kartell pontjait, de a testület megalakítását féltékenységből (nem tudnának beleszólni a bíróküldésbe) ismét elodázták. A bíróküldés azonban új szakaszhoz érkezett: a két egyesület megállapodása esetén a kért bírót küldték ki, megállapodás híján a bíróbizottság küldött bírót.
Havas Lajos az első világháborúból sebesülten hazatérve bíróképzéssel és vizsgáztatással igyekezett a bíróhiányt segíteni. Sportvezetői célkitűzése, hogy jó játékvezetőket neveljen, azok az egész Testületnek tekintélyt szerezzenek. 1916-ban a Magyar Labdarúgó-szövetség alelnöke, a Bíróbizottság elnöke lett.  A játékvezetők önállóságra törekvését most ő terjesztette az MLSZ elé. A kemény központi ellenállást leküzdve, elkészítették az alapszabályt, majd összehívták az alakuló közgyűlést.
A Magyar Futballbírák Testülete (BT) 1917. május 29-én tartotta alakuló ülését az Magyar Labdarúgó-szövetség (MLSZ) részeként létrejött BT. Nagy nehézségeken kellett a lelkes tagoknak átesniük, amíg odáig eljutottak, hogy megválaszthatták a tisztikart. Nagy volt a lelkesedés és a bizakodó a közgyűlés hangulata. A bíróbizottságot minimális hatáskörrel ruházták fel: a lényegesebb ügyek intézését a szövetség magának tartotta fenn, így a nemzetközi mérkőzések bíróküldését is.

## Az első tisztikar
- Elnök: Havas Lajos
- Alelnök: Kiss Gyula

Június 5-én választották meg a tisztikar további résztvevőit:
- Titkár: Salzer Alfréd
- Pénztáros: Gerő Ferenc
- Ellenőr: Royko Béla
- Jegyző: Elek Rezső
- Számvizsgálók: Balogh Aladár, Fenyves Imre dr., majd Reicz Zsigmond
- Intéző Bizottsági tagok: Békés Mór, Fehéry Ákos, Horváth János, Taffel Miksa

A Testület hivatalos lapja: a Sportvilág
A Testület helyisége (irodája): Budapest, VIII. kerület Rákóczi-út 47.

### Tanácstagok
Balogh Aladár, Boronkai Gábor, Békés Mór, Fehéry Ákos, Fekete Leó, Fenyves Imre dr., Gerő Ferenc, Horváth János, Reich Zsigmond, Royko Béla, Salzer Alfréd, Schreiner Károly, Szüsz Béla, Taffel Miksa és Zsigmondy János.

### Póttagok
Amster Ernő, Bíró Sándor, Bóna Pál, Elek Rezső, Erdélyi Árpád, Fiedler Konrád, Goldstein József, Lipovecz Géza, Steinhübel Zoltán és Renner Ferenc

## Alapszabályi előírások

### Tevékenysége
A testület alapszabályszerűen biztosított jogánál fogva, intézkedésre hivatott mindazon kérdésekben, amelyek a futballbíráskodással kapcsolatosak. Döntésre jogosult a játékszabályok magyarázatán kívül felmerült vitás esetekben, az általa fenntartott tanfolyamokon kiképezi, oktatja, vizsgáztatja és nyilvántartja a futballbírákat, bíráskodási jogot gyakorol a futballbírák fegyelmi ügyeiben és gondoskodik a futballmérkőzések bíráskodásának ellátásáról.

### Bírói fokozatok
A legmagasabb bírói fokozat, a III. fokú 9 évi, a II. fokú 4 évi, az I. fokú pedig 1 évi működés után volt megszerezhető. A sikeres vizsga utáni minősítés a gyakorló bíró volt. A minősítői lépcsőktől a BT meglátása szerint eltérhet. A III. fokú játékvezetők közül jelölte ki az elnökség a Nemzetközi Labdarúgó-szövetség (FIFA) keretbe tartozókat. Meghatározták a bírók egységes ruházatát, az  ellenőrzés és a rendszeres képzés még nem volt része a BT programjának.

### Bírói elismerések
A Testület a következő elismerési fokozatokat alkalmazhatja. A BT aranyjelvényét, aranyoklevelét 25 évi, az ezüst jelvényt, ezüst oklevelet 15 évi, a bronz jelvényt, bronz oklevelet 10 évi működés után kaphatta meg az arra érdemes – nem jár soron kívül – játékvezető.
A BT a bíráskodás színvonalának, valamint a testület és a bírák érdekében kifejtett tevékenység
- társadalmi munka – elismeréséül 9,5 x 8 cm nagyságú, márvány alapon nyugvó domborművet adományozott. A művészeti munka Csór Géza Kossuth-díjas szobrászművész alkotása volt.
A BT első hímzett jelvénye Bécsben készült, ez nem nagyzolás miatt történt, hanem a magyar ipar még nem volt felkészülve ilyen feladat megoldására.